# Federação Norte-riograndense de Futebol
La Federação Norte-riograndense de Futebol (Federazione calcistica Norte rio-grandense, abbreviata in FNF) è l'organo di governo del calcio nello stato del Rio Grande do Norte, in Brasile. Fu fondata il 14 luglio 1918 è affiliata alla Federazione calcistica del Brasile e gestisce i tornei dello Stato: Campeonato Potiguar, Campeonato Potiguar de Futebol Feminino